# Allanblackia floribunda
Allanblackia floribunda (Engels: tallow tree) is een plantensoort uit de clusiafamilie (Clusiaceae). Het is een groenblijvende boom die tot 30 meter hoog kan worden. De boom heeft een vrij korte maar rechte en cilindrische stam. De vrucht is groot, tot 30 centimeter lang en 10 centimeter in diameter. Een vrucht bevat meer dan 100 zaden in een doorschijnend slijmerig vlies. De soort staat op de Rode Lijst van de IUCN geklasseerd als 'niet bedreigd'.
De soort komt voor van tropisch West- tot Centraal-Afrika. Hij maakt deel uit van de ondergroei in dichtbegroeide altijdgroene regenwouden in laagland en in rivierbossen. Hij komt ook voor in secundair bossen en moerasbossen, op hoogtes beneden de 1000 meter. 
De zaden bevatten een vet dat in Congo bekendstaat als beurre de bouandjo. Dit vet wordt gebruikt bij de voedselbereiding. Om dit vet te verkrijgen worden de vruchten afgedekt met bladeren om het vruchtvlees te laten ontbinden. Vervolgens worden de zaden uit de vruchten gehaald, wat gebeurd door de vruchten tussen de handen te pletten. Hierna worden de zaden schoongewreven. Om het vet te extraheren, worden de zaden gedroogd en geplet. De massa die dit oplevert wordt gemengd met water en gekookt totdat het vet zich afscheidt en naar de oppervlakte drijft, vanwaar het wordt afgeschept.
In tijden van voedselschaarste worden de zaden gegeten en van het slijmerige vruchtvlees kan jam en gelei worden gemaakt. De binnenbast, schors en bladeren worden voor verschillende geneeskrachtige doeleinden gebruikt. Verder wordt uit de zaden een olie geperst die gebruikt wordt bij het maken van zeep en cosmetica. Kleine twijgen worden gebruikt als tandenstokers. Uit de binnenbast wordt een kleverige gele hars gewonnen. Het hout wordt in Nigeria lokaal gebruikt voor het bouwen van hutten.